# Allodiopsis dulica
Allodiopsis dulica är en tvåvingeart som först beskrevs av Dziedzicki 1910.  Allodiopsis dulica ingår i släktet Allodiopsis och familjen svampmyggor. Inga underarter finns listade i Catalogue of Life.